# Liste des maires de Levallois-Perret
Cet article présente la liste des maires de Levallois-Perret.

## Liste des maires
| 1867                                                                                     | 1870        | Paul Caillard         | Partisan de l'Empereur et assimilés | Artisan |
| 1870                                                                                     | 1878        | Jean-Baptiste Codur   |                                     | Artisan |
| 1878                                                                                     | 1880        | Pierre Collange       | Radical-socialiste                  | |
| 1880                                                                                     | 1880        | Étienne Rousselet     | Radical-socialiste                  | |
| 1880                                                                                     | 1888        | Jean-Baptiste Trébois | Radical-socialiste                  | Ancien prêtre |
| 1888                                                                                     | 1890        | Antonin Raynaud       | Radical-socialiste                  | Parfumeur |
| 1890                                                                                     | 1891        | Charles Quéhant       | Radical-socialiste                  | |
| 1891                                                                                     | 1897        | Jean-Baptiste Trébois | Radical-socialiste                  | Ancien prêtre |
| 1897                                                                                     | 1897        | Pierre Laborie        | Radical-socialiste                  | |
| 1897                                                                                     | 1899        | Eugène Gilbert        | Radical-socialiste                  | |
| 1899                                                                                     | 1900        | Pierre Laborie        | Radical-socialiste                  | |
| 1900                                                                                     | 1904        | François Ducroizet    | Démocrate-Chrétien                  | |
| 1904                                                                                     | 1906        | Marius Aufan          | SFIO et assimilés                   | |
| 1906                                                                                     | 1906        | G. de la Bedollière   | Indépendant                         | Fonctionnaire |
| 1906                                                                                     | 1909        | Lucien Amiot          | Radicaux et socialistes             | |
| 1909                                                                                     | 1909        | Eugène Brière         | Radicaux et socialistes             | |
| 1909                                                                                     | 1912        | Edmond Lamoureux      | Radical-socialiste                  | Architecte |
| 1912                                                                                     | 1919        | Hyppolite Lesage      | Radicaux et socialistes             | |
| 1919                                                                                     | 1939        | Louis Rouquier        | SFIO puis SFIC puis USC puis SFIO   | Ouvrier agricole, écrivain occitan |
| 1939                                                                                     | 1945        | Jules Bled            | Union socialiste et républicaine    | Syndicaliste, initiateur de l'organisation des ouvriers jardiniers et horticulteurs |
| 1945                                                                                     | 1946        | Ernest Perney         | Radical-socialiste                  | |
| 1946                                                                                     | 1947        | Lucien Marrane        | PCF                                 | Fraiseur-outilleur, chauffeur de taxi Frère de Georges Marrane |
| 1947                                                                                     | 1965        | Charles Deutschmann   | RPF, gaulliste                      | Receveur-percepteur honoraire Sénateur de la Seine (1951 → 1958) |
| 1965                                                                                     | 1983        | Parfait Jans,         | PCF                                 | Chauffeur de taxi Député des Hauts-de-Seine (1967 → 1968 puis 1973 → 1986) Conseiller général de Levallois-Perret-Sud (1976 → 1982) Conseiller municipal de Chessy-les-Prés (1989 → 1995)                                                                                                |
| 1983                                                                                     | 1995        | Patrick Balkany       | RPR                                 | Directeur de société Député des Hauts-de-Seine (5e circ.) (1988 → 1997 et 2002 → 2017) Conseiller général de Levallois-Perret-Sud (1982 → 1988) Président de l'OPHLM-92 (1985 → 1998) |
| 1995,                                                                                    | 2001        | Olivier de Chazeaux   | DVD puis RPR                        | Avocat Député des Hauts-de-Seine (5e circ.) (1997 → 2002) |
| 2001                                                                                     | 6 mars 2020 | Patrick Balkany,      | RPR, UMP puis LR                    | Directeur de société Député des Hauts-de-Seine (5e circ.) (1988 → 1997 et 2002 → 2017) Vice-président de l'EPT Paris Ouest La Défense (2016 → 2020) Maire empêché du 13 septembre 2019 au 6 mars 2020 à la suite de son incarcération pour fraude fiscale, puis démissionnaire d'office. |
| Le deuxième adjoint au maire de Levallois-Perret, Jean-Yves Cavallini, assure l'intérim. |             |                       |                                     | |
| juillet 2020                                                                             | En cours    | Agnès Pottier-Dumas   | LR                                  | Ancienne directrice de cabinet de Patrick Balkany Première femme maire de Levallois-Perret |

## Pour approfondir